# Spree killer
Lo spree killer (tradotto in italiano assassinio in catena) è un assassino i cui omicidi avvengono in una rapida esplosione di violenza che spesso si conclude con il suicidio dello stesso.

## Casi di attentati opera di spree killer
- Attentati del 22 luglio 2011 in Norvegia
- Massacro al Virginia Polytechnic Institute
- Massacro alla Sandy Hook Elementary School
- Massacro della Bath School
- Massacro della Covenant School
- Massacro della Columbine High School
- Massacro alla Robb Elementary School
- Massacro di Aurora
- Massacro di Port Arthur
- Strage di Librizzi
- Massacro di Isla Vista
- Massacro di Charleston
- Strage di Monaco di Baviera del 22 luglio 2016
- Strage di Orlando
- Strage di Nakhon Ratchasima del 2020